# Cabinet Balkenende II
Pour les articles homonymes, voir Cabinet Balkenende.
 (septembre 2023).
Si vous disposez d'ouvrages ou d'articles de référence ou si vous connaissez des sites web de qualité traitant du thème abordé ici, merci de compléter l'article en donnant les références utiles à sa vérifiabilité et en les liant à la section « Notes et références ».
Royaume des Pays-Bas
Balkenende I Balkenende III
Le cabinet Balkenende II (en néerlandais : Kabinet-Balkenende II) est le gouvernement du Royaume des Pays-Bas entre le 27 mai 2003 et le 7 juillet 2006, durant la trente-troisième législature de la Seconde Chambre des États généraux.

## Coalition et historique
Dirigé par le Premier ministre démocrate-chrétien sortant Jan Peter Balkenende, ce gouvernement est constitué et soutenu par une coalition entre l'Appel chrétien-démocrate (CDA), le Parti populaire pour la liberté et la démocratie (VVD) et les Démocrates 66 (D66). Ensemble, ils disposent de 78 représentants sur 150, soit 52 % des sièges de la Seconde Chambre.
Il est formé à la suite élections législatives anticipées du 22 janvier 2003 et succède au cabinet Balkenende I, constitué et soutenu par une coalition entre le CDA, la Liste Pim Fortuyn et le VVD. Le 16 octobre 2002, au bout de seulement 86 jours de mandat effectif, le gouvernement démissionne du fait des tensions insurmontables au sein de la LPF, parti populiste grand gagnant des législatives précédentes. Le scrutin anticipé conduit à une nouvelle victoire relative du CDA, qui mettra quatre mois à constituer une nouvelle majorité.
Du fait de « l'affaire Ayaan Hirsi Ali », les Démocrates 66 décident de se retirer de la coalition le 28 juin 2006, mettant le gouvernement en minorité. Une semaine plus tard, le CDA et le VVD décident de constituer un cabinet minoritaire chargé d'administrer le pays jusqu'aux élections législatives anticipées.

## Composition

### Initiale
| Portefeuille                                                                                    | Titulaire | Titulaire                                   | Parti |
| ----------------------------------------------------------------------------------------------- | --------- | ------------------------------------------- | ----- |
| Premier ministre Ministre des Affaires générales                                                |           | Jan Peter Balkenende                        | CDA   |
| Vice-Premier ministre Ministre des Finances                                                     |           | Gerrit Zalm                                 | VVD   |
| Vice-Premier ministre Ministre des Réformes administratives et des Relations au sein du Royaume |           | Thom de Graaf (jusqu'au 25/03/2005)         | D66   |
| Ministre des Affaires étrangères                                                                |           | Jaap de Hoop Scheffer (jusqu'au 03/12/2003) | CDA   |
| Ministre des Affaires étrangères                                                                |           | Ben Bot                                     | CDA   |
| Ministre de la Coopération pour le développement                                                |           | Agnes van Ardenne                           | CDA   |
| Ministre de la Justice                                                                          |           | Piet Hein Donner                            | CDA   |
| Ministre de l'Immigration et de l'Intégration                                                   |           | Rita Verdonk                                | VVD   |
| Ministre des Affaires intérieures                                                               |           | Johan Remkes                                | VVD   |
| Ministre de l'Éducation, de la Culture et de la Science                                         |           | Maria van der Hoeven                        | CDA   |
| Ministre de la Défense                                                                          |           | Henk Kamp                                   | VVD   |
| Ministre du Logement, de l'Aménagement du territoire et de l'Environnement                      |           | Sybilla Dekker                              | VVD   |
| Ministre des Transports et des Eaux                                                             |           | Karla Peijs                                 | CDA   |
| Ministre des Affaires économiques                                                               |           | Laurens Jan Brinkhorst                      | D66   |
| Ministre de l'Agriculture, de la Protection de la nature et de la Pêche                         |           | Cees Veerman                                | CDA   |
| Ministre des Affaires sociales et de l'Emploi                                                   |           | Aart Jan de Geus                            | CDA   |
| Ministre de la Santé, du Bien-être et des Sports                                                |           | Hans Hoogervorst                            | VVD   |

### Remaniement du 31 mars 2005
- Les nouveaux ministres sont indiqués en gras, ceux ayant changé d'attributions en italique.

| Portefeuille                                                               | Titulaire | Titulaire              | Parti |
| -------------------------------------------------------------------------- | --------- | ---------------------- | ----- |
| Premier ministre Ministre des Affaires générales                           |           | Jan Peter Balkenende   | CDA   |
| Vice-Premier ministre Ministre des Finances                                |           | Gerrit Zalm            | VVD   |
| Vice-Premier ministre Ministre des Affaires économiques                    |           | Laurens Jan Brinkhorst | D'66  |
| Ministre des Affaires étrangères                                           |           | Ben Bot                | CDA   |
| Ministre de la Coopération pour le développement                           |           | Agnes van Ardenne      | CDA   |
| Ministre de la Justice                                                     |           | Piet Hein Donner       | CDA   |
| Ministre de l'Immigration et de l'Intégration                              |           | Rita Verdonk           | VVD   |
| Ministre des Affaires intérieures                                          |           | Johan Remkes           | VVD   |
| Ministre des Réformes administratives et des Relations au sein du Royaume  |           | Alexander Pechtold     | D66   |
| Ministre de l'Éducation, de la Culture et de la Science                    |           | Maria van der Hoeven   | CDA   |
| Ministre de la Défense                                                     |           | Henk Kamp              | VVD   |
| Ministre du Logement, de l'Aménagement du territoire et de l'Environnement |           | Sybilla Dekker         | VVD   |
| Ministre des Transports et des Eaux                                        |           | Karla Peijs            | CDA   |
| Ministre de l'Agriculture, de la Nature et de la Qualité alimentaire       |           | Cees Veerman           | CDA   |
| Ministre des Affaires sociales et de l'Emploi                              |           | Aart Jan de Geus       | CDA   |
| Ministre de la Santé, du Bien-être et des Sports                           |           | Hans Hoogervorst       | VVD   |